# Fley (Saône-et-Loire)
Fley ist eine französische Gemeinde mit 192 Einwohnern (Stand 1. Januar 2022) im Arrondissement Chalon-sur-Saône im Département Saône-et-Loire in der Region Bourgogne-Franche-Comté.

## Lage
Fley liegt drei Kilometer östlich der Bahnstrecke Paris-Lyon. Die nächstgelegene Stadt ist Chalon-sur-Saône, die über die D983 und D977 zu erreichen ist und 25 Kilometer in nordöstlicher Richtung liegt.

## Geschichte
Im 18. Jahrhundert lautete der Name der heutigen Ortschaft Fley noch Flagy.

## Bevölkerung
Die Einwohnerzahl des Ortes hat sich in den drei Jahrzehnten von 1962 bis 1990 nahezu verdoppelt und in den 1990er Jahren noch einmal um 25 % zugenommen. Im laufenden Jahrzehnt ist die Bevölkerungszahl jedoch leicht rückläufig.
| Jahr          | 1962 | 1968 | 1975 | 1982 | 1990 | 1999 | 2006 |
| ------------- | ---- | ---- | ---- | ---- | ---- | ---- | ---- |
| Einwohnerzahl | 113  | 154  | 160  | 194  | 207  | 260  | 248  |